# (1146) Биармия
(1146) Биармия (лат. Biarmia) — астероид главного пояса, который принадлежит к спектральному классу X. Был обнаружен 7 мая 1929 года советским астрономом Григорием Неуйминым в Симеизской обсерватории и назван в честь известной по сагам и летописям исторической области на севере Восточной Европы — Биармии.
Первые наблюдения по сбору параметров астероида, проведённые в 2000 году, дали оценку его периода вращения в (11,514 ± 0,004) часов. Последующие наблюдения уточнили этот параметр и после 7 ночей сбора информации между 22 апреля и 15 мая 2014 года окончательно период вращения составил (5,468 ± 0,004) часов. Примечательно для данного астероида то, что его кривая блеска содержит 4 минимума.

Орбита астероида Биармия и его положение в Солнечной системе
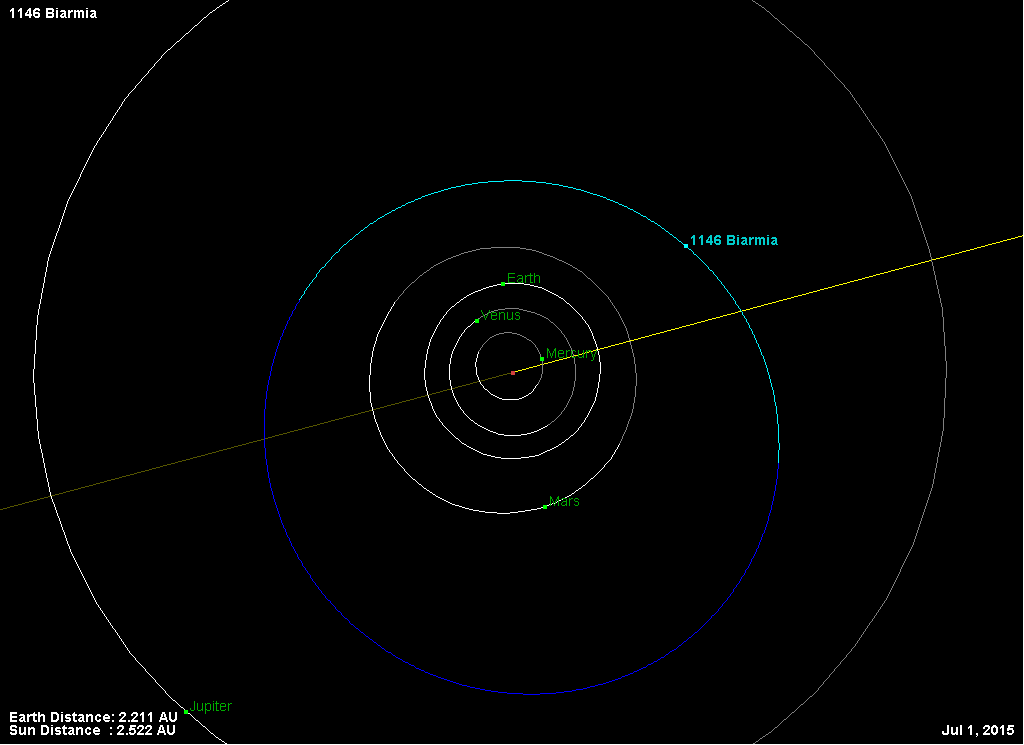
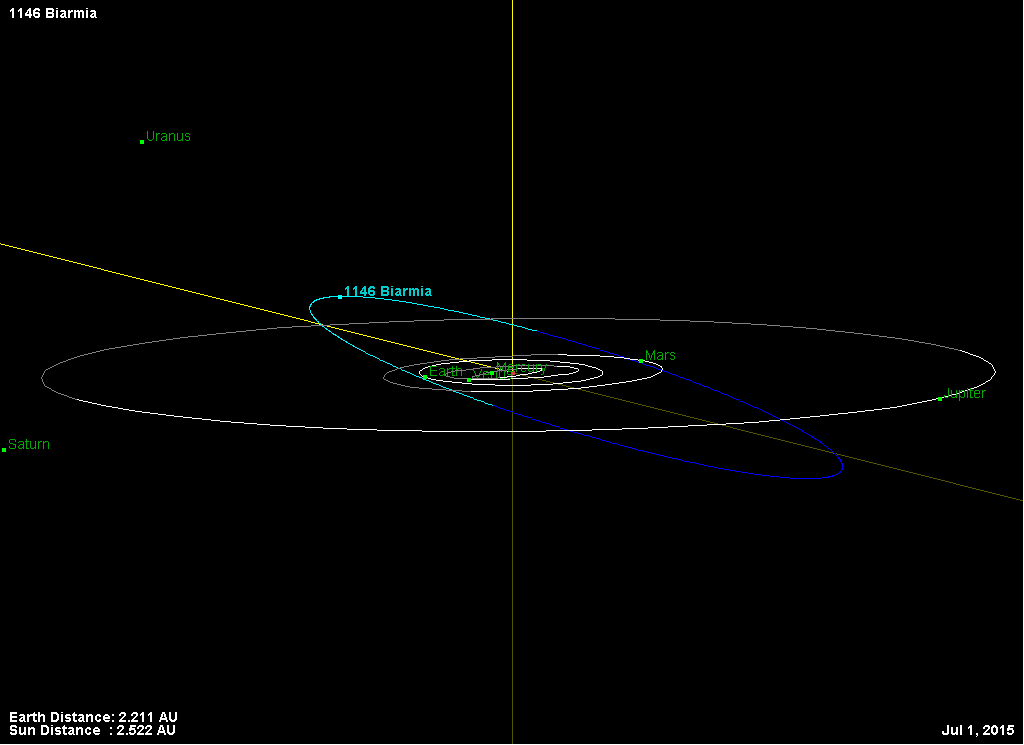